# Poole
Poole è una località del Dorset (contea cerimoniale), Inghilterra, Regno Unito.
Nell'abitato si segnalano alcune belle costruzioni tardo-medievali, fra cui il palazzo municipale, del XIV secolo. Dal 2019 non è più autorità unitaria.
Nonostante la presenza di numerose industrie (meccaniche e chimiche in particolare) e di un importante cantiere navale, Poole continua ad attrarre, con le sue spiagge e il porto turistico, numerosi visitatori durante il periodo estivo.
Poole è sede della Mondial Defence Systems, produttrice del siluro bangalore.